# 西日本柔道整復専門学校
西日本柔道整復専門学校（にしにほんじゅうどうせいふくせんもんがっこう）は、かつて学校法人八洲学園が運営していた大阪市中央区にあった専修学校。募集人数は約60人。

## 沿革
- 2002年4月 開校
- 2016年3月 閉校[2]

## 学科
- 柔道整復学科

## 所在地
- 〒540-0004 大阪市中央区玉造1-3-15

最寄り駅は、各玉造駅
- 閉校後の校舎は八洲学園高等学校大阪中央キャンパスが利用している[3]。※2017年4月現在